# Shintōgo Kunimitsu
Shintōgo Kunimitsu (新藤五国光?) era un espadero japonés y especialmente famoso por hacer Tantōs. Trabajó en Sagami (ahora Prefectura de Kanagawa) a finales del período Kamakura. Es el fundador de la tradición Soshu-den. Usualmente usaba suguha Hamon. La fecha más antigua de su trabajo es 1293. Estuvo activo durante los períodos Einin, Shōwa y Enkyō, generalmente reconocido como maestro de los maestros herreros Masamune, Yukiimitsu y Norishige. Esto se debe a varias similitudes en estilo y mano de obra que indican que Masamune era casi seguro su alumno.
Un ejemplo de su trabajo se conoce como 'Aizu Shintogo'. Es un tantō de 25,4 centímetros de largo. 
Tuvo varios hijos, que probablemente elaboraron una serie de espadas bajo su nombre.

## Trabajos
|                                                               |
| Cuchilla Tantō y montaje, en exhibición en el Museo Británico |

|                                                            |
| Cuchilla Tantō y montaje, en exhibición en Sano Art Museum |